# Tipula dyrope
Tipula dyrope är en tvåvingeart som beskrevs av Alexander 1961. Tipula dyrope ingår i släktet Tipula och familjen storharkrankar. Inga underarter finns listade i Catalogue of Life.